# گارادنا
گارادنا (به مجاری:  Garadna) یک شهرداری در مجارستان است که در ناحیه انچ واقع شده‌است. گارادنا ۹٫۷۴ کیلومتر مربع مساحت و ۳ نفر جمعیت دارد.